# الحب في زمن الكوليرا
الحب في زمن الكوليرا (بالإسبانية: El amor en los tiempos del cólera)‏ هي رواية للكاتب الكولومبي غابرييل غارسيا ماركيز الحائز على جائزة نوبل. نُشرت الرواية لأول مرة باللغة الإسبانية في عام 1985. نشر ألفرد أ. كنوبف ترجمة بالإنجليزية في عام 1988، وتحولت إلى فيلم باللغة الإنجليزية في عام 2007.

## أحداث الرواية
تروي أحداث الرواية قصة حب رجل وامرأة منذ المراهقة، وحتى ما بعد بلوغهما السبعين، وتصف ما تغير حولهما وما دار من حروب أهليه في منطقة الكاريبي وحتى تغيرات التكنولوجيا وتأثيراتها على نهر مجدولينا في الفترة من أواخر القرن التاسع عشر حتى العقود الأولى من القرن العشرين. كما أنها ترصد بدقة الأحوال في هذه المنطقة من العالم من حيث الأحوال الاقتصادية والأدبية والديموغرافية دون التأثير على انتطام الأحداث وسيرها الدقيق مما يضعنا أمام كاتب يمسك بأدواته على أحسن ما يكون.
في نهاية القرن التاسع عشر في قرية صغيرة في الكاريبي، تعاهد عامل تلغراف وكان شابا فقيرا وتلميذة رائعة الجمال على الزواج وتبادلا الحب عل مدى الحياة، وخلال ثلاث سنوات لم تكن حياتهما الا الواحد من أجل الآخر. لكن «فيرمينا دازا» تزوجت من «جيفينال ايربينو» وهو طبيب لامع يفيض شبابا.
حينئذ جاهد العاشق المهزوم «فلورينتينو» لكي يجعل له اسما لامعا ويكّون ثروة حتى يكون جديرا بمن أحبها، ولن يكف عن ان يحبها طوال أكثر من خمسين عاما حتى ذلك اليوم الذي سينتصر فيه الحب. الخط العام للرواية يروي إصرار (فلورنتينو اريثا) على الوصول لهدفه في الزواج من فرمينا داثا وإخلاصه لهذا الهدف رغم أننا في مرحلة ما نظن ذلك شبه مستحيل فهو يتعجل ويسارع لتقديم عهد الحب لــ (فرمينيا) في نفس يوم وفاة زوجها مما يجعلها تطرده بكيل من الشتائم، ولكنه لا يفقد الأمل ويستمر في محاولة كسب صداقتها بطريقة عقلية، حيث لم تعد الرسائل العاطفية لها من تأثير مع امرأة في السبعين.
يرسل لها رسائل عبارة عن تأملات في الحياة والزواج والشيخوخة تنال رضاها وتساعدها على تقبل الشيخوخة والموت بطريقة أفضل وتقبله شيئا فشيئا كصديق من عمرها تتبادل معه الأحاديث والتأملات فيما لا زال هو يرى فيها الحبيبة رغم تبدل مظهرها وذبولها وتجاوزهما عمر (70 عاما)ا، ويتصادقان مع تشجيع ابنها الذي يفرح لأن أمه وجدت رفيقا من عمرها يتفاهم معها ومع نقمة ابنتها التي ترى الحب في هذه السن (قذارة)، مما يؤدي بالأم لطردها من بيتها.

### الحب لذات الحب
أحداث الرواية الأخيرة تدور في سفينة نهرية حيث يدعو (فلورنتينو اريثا) حبيبته لرحلة نهرية على سفينة تمتلكها شركته فتوافق، وهناك يقترب منها أكثر وتدرك بأنها تحبه رغم شعورها بأن عمرها (70 عامًا) لا يصلح للحب ولكن هذا ما كان يمنع (فلورنتينو اريثا) من الاستمرار بالأمل والسعي لراحتها فيتخلص من المسافرين الآخرين بخدعة أن السفينة عليها وباء الكوليرا لكي لا تنتهي الرحلة ويكون الفراق ويثبت أنها خدعة غير موفقة مع الحجر الصحي وتدخل السلطات..
و تنتهي الرواية والسفينة تعبر النهر ذهابا وجيئة رافعة علم الوباء الأصفر دون أن ترسو إلا للتزود بوقود فيما تضم عش الحبيبين الذين لا يباليان بكبر عمرها ويقرران أنهما الآن في مرحلة أفضل لوصول مرحلة ما وراء الحب وهي الحب لذات الحب.
ولقد منح المؤلف هذه الرواية كل ما له من نبوغ في السرد القصصي وسعة الخيال، وهو أيضا مؤلف مائة عام من العزلة والحائز على جائزة نوبل للآداب عام 1982.

### شخصيات أخرى
- لورينزو دازا- والد فيرمينا دازا، وهو سائق عنيد؛ كان يحتقر فلورنتينو وأجبره على التوقف عن مقابلة فيرمينا. وكُشف أنه كان متورطًا في بعض الأعمال التجارية غير المشروعة لبناء ثروته.
- جيرميا دي سان أمور -مصوِّر ولاعب شطرنج والذي كان انتحاره افتتاحًا للرواية.
- العمة إسكولاستيكا -المرأة التي تحاول مساعدة فيرمينا في بداية علاقتها العاطفية مع فلورنتينو عن طريق إيصال رسائلهما لبعضهما البعض. طُردت في النهاية بواسطة لورينزو دازا بسبب ذلك الفعل.
- ترانسيتو أريزا -والدة فلورنتينو.
- هيلدبراندا سانشيز -ابنة عم فيرمينا.
- الآنسة باربرا لينش -المرأة التي اعترف أوربينو بأنّه على علاقة غرامية به، وهي العلاقة الوحيدة التي خاضها خلال زواجه الطويل.
- ليونا كازياني -بدأت العمل كـ«مساعدة شخصية» للعم ليو الثاني عشر في آر. سي. سي، الشركة التي يسيطر عليها فلورنتينو في نهاية المطاف. في مرحلة ما، يتبيَّن أن كليهما يكنَّان الاحترام العميق، وربما حتى الحب المتبادل لبعضهما، لكنهما لن يجتمعا معًا أبدًا في الواقع. كانت تحبه حب الأمومة نتيجة «لإحسانه» عندما أنقذها من الشوارع ومنحها وظيفة.
- دييغو سماريتانو -قبطان القارب النهري الذي يركب عليه فيرمينا وفلورنتينو في نهاية الرواية.
- أمريكا ڨيكونيا -الفتاة البالغة من العمر أربعة عشر عامًا، التي أُرسلت بالقرب من نهاية الرواية للعيش مع فلورنتينو؛ وهو الوصي عليها ما دامت هي في المدرسة. أقاما علاقة جنسية، ثم تقتل نفسها بعد رفض فلورنتينو لها ورسوبها في الامتحانات. يوضِّح انتحارها الطبيعة الأنانية لحب فلورنتينو لفيرمينا.

## محيط أحداث الرواية
تحدث القصة بشكل رئيسي في مدينة ساحلية لم يُكشف عن اسمها في مكانٍ قرب البحر الكاريبي ونهر ماغدالينا. بالنظر إلى ذكر رافائيل نونيز «مؤلف النشيد الوطني»، فمن المرجح أن تكون الدولة هي كولومبيا. لم يُكشف عن اسم المدينة خلال الرواية، لكنَّ الأوصاف وأسماء الأماكن تشير إلى أنها مُقامة على قرطاجنة، بالإضافة إلى نهر ماغدالينا، الذي يلتقي مع البحر في مدينة بارانكويلا المجاورة له. تنقسم المدينة الخيالية إلى مقاطعات مثل «مقاطعة الخلفاء» و«رواق الكتبة». تدور أحداث الرواية تقريبًا خلال نصف قرن بين عامي 1880 و1930. «شوارع المدينة النائمة المشبَّعة ببخار الماء، والمجاري الموبوءة بالفئران، وحي العبيد القديم، والمباني المعمارية المتحللة، والسكان المتعددين» مذكورة بشكل مختلف في النص وتختلط وسط حياة الشخصيات. تشمل المواقع داخل القصة ما يلي:
- منزل فيرمينا الذي تتقاسمه زوجها الدكتور چوڨينال أوربينو.
- «فندق ترانزيانت» حيث يقيم فلورنتينو أريزا لفترة وجيزة.
- مكتب أريزا في شركة ريڨير.
- رواق الكتبة.
- نهر ماغدالينا.

## المواضيع الرئيسية

### الشيخوخة والموت
يُلهم موت جرميا سان-آمور أوربينو للتأمل في وفاته، وخاصةً في آفات الشيخوخة التي تسبقه. من الضروري أن يتجاوز فيرمينا وفلورنتينو صعوبات الحب وأيضًا رأي المجتمع بأن الحب للشباب فقط. «ناهيك عن الصعوبات الجسدية للحب عند كِبار السن».

## تهيئة الفيلم
اشترت ستون فيليدج بيكتشرز حقوق نشر الفيلم من المؤلف مقابل ثلاثة ملايين دولار أمريكي، واختير مايك نويل لإخراجه، ورونالدو هاروود لكتابة السيناريو، بدأ تصوير الفيلم في كولومبيا خلال شهر أيلول 2006.
بلغت تكلفة الفيلم خمسين مليون دولار، وهو أول عمل إنتاجي أجنبي رئيسي صُوِّر في المدينة المسورَّة ذات المناظر الخلابة خلال عشرين عامًا. أصدره في 16 نوفمبر 2007, سينما نيولاين، بادر غارسيا ماركيز بإقناع المغنية شاكيرا التي من مدينة بارانكويلا المجاورة، لتقديم أغنيتين للفيلم.

## اقتباسات من الرواية
- أن الإنسانية كالجيوش في المعركة، تقدمها مرتبط بسرعة أبطأ افرادها
- ذاكرة القلب تمحو كل الذكريات السيئة، وتضخم الذكريات الطيبة، وإننا بفضل هذه الخدعة نتمكن من تحمل الماضى
- علمته الشئ الوحيد الذي عليه ان يتعلمه عن الحب، وهو ان احدا لا يستطيع تعليم الاخرين الحياة

## وصلات خارجية
- الحب في زمن الكوليرا على موقع الموسوعة البريطانية (الإنجليزية)

- آراء القراء حول رواية الحب في زمن الكوليرا على موقع أبجد